# Regard de la Chambrette
La regard de la Chambrette est un regard, un ouvrage permettant l'accès à une canalisation, situé dans le 20e arrondissement de Paris, en France.

## Localisation
Le regard est situé sous la chaussée de la rue de la Mare, au niveau des nos 42 et 44, dans le 20e arrondissement de Paris. Il est situé sur les pentes de la colline de Belleville.

## Historique
Le regard est bâti lors de la construction de l'aqueduc de Belleville.
L'édifice est classé au titre des monuments historiques en 2006, dans le cadre de la protection des eaux de Belleville.